# Ignasi el Diaca
Ignasi el Diaca (grec antic: Ἰγνάτιος, llatí: Ignatius; segles viii-ix) fou diaca i portador dels objectes sagrats a la gran església de Constantinoble. Va viure durant els patriarcats de Tarasi (784-806) i Nicèfor I de Constantinoble (806-815) dels que sembla que fou deixeble o amic. Se sap que fou proclamat metropolità de Nicea, però la data és desconeguda, però fou després del concili de Nicea II quan Hipaci o Hipati apareix encara com a arquebisbe. Potser va succeir aquest bisbe o Nicèfor (mort en exili el 828). Va escriure Βίος Ταρασίου τοῦ Πατριάρχου Κωνσταντινουπόλεως, Vita Tarasii Patriarchae CPolitani; i Βίος τοῦ ἁγίου Νικηφόρου, Πατριάρχου Κωνσταντινουπόλεως, Vita S. Nicephori Patriarchae CPolitani. Va escriure altres llibres que no es van publicar.